# Abditomys latidens
Abditomys latidens és una espècie de mamífer rosegador de la família dels múrids. És l'única espècie del gènere Abditomys. Són rosegadors de grans dimensions, amb una llargada de cap a gropa de 216 a 232 mm, i amb una cua de 242 a 271 mm. Poden arribar a pesar 269 grams.
És endèmica de l'illa de Luzon, a les Filipines. Els dos únics individus capturats vivien en un bosc de pins a uns 2.250 msnm i en un camp d'arròs a 76 msnm.